# Acacias 38
Acacias 38 és una sèrie de televisió espanyola d'emissió diària produïda per Televisió Espanyola en col·laboració amb Boomerang TV. La ficció, de gènere intriga i amor, està ambientada entre els anys 1899 i 1920 (i també en 2022 només una part de l'últim capítol). El seu rodatge començà el 6 de febrer de 2015 i s'estrenà en horari de prime time el 15 d'abril de 2015 de forma simultània en La 1 i La 2 i des del 16 d'abril, s'emitia per les tardes de dilluns a divendres en La 1. En la seva temporada final va ser protagonitzada per Roser Tapias, Aleix Rengel Meca, Clara Garrido, Carlos de Austria, Marc Parejo i Juanma Navas.
El mes de març de 2020, els rodatges foren interromputs a causa de l'emergència sanitària del COVID-19, per a després tornar-hi a mig de maig. Per a evitar quedar-se sense capítols TVE va emetre mig capítol de la sèrie cada dia, per a un total de dos capítols i mig a la setmana. Des del 15 de juny de 2020, la sèrie tornà a emetre els capítols complets després de la tornada dels actors als rodatges.
El rodatge va finalitzar el 26 de març i les seves emissions el 4 de maig. Una setmana després, TVE va anunciar que s'estava anunciant un spin-off de la sèrie centrar en l'amor de Maite i Camino a París.

## Personatges
| Nom de l'actor        | Personatge              | Nombre de capítols present | Situació                          |
| --------------------- | ----------------------- | -------------------------- | --------------------------------- |
| Sandra Marchena       | Rosina Rubio            | Tota la sèrie              | Romanen fins al final de la sèrie |
| Marita Zafra          | Casilda Escolano        | Tota la sèrie              | Romanen fins al final de la sèrie |
| Inma Pérez-Quirós     | Fabiana Aguado          | Tota la sèrie              | Romanen fins al final de la sèrie |
| David V. Muro         | Servando Gallo          | Tota la sèrie              | Romanen fins al final de la sèrie |
| Juanma Navas          | Ramón Palacios          | 1464                       | Romanen fins al final de la sèrie |
| Marc Parejo           | Felipe Álvarez-Hermoso  | 1411                       | Romanen fins al final de la sèrie |
| Rebeca Alemañy        | Lolita Casado           | 1348                       | Romanen fins al final de la sèrie |
| Jorge Pobes           | Liberto Méndez          | 1161                       | Romanen fins al final de la sèrie |
| Jona García           | Jacinto Retuerto        | 670                        | Romanen fins al final de la sèrie |
| Manuel Bandera        | José Domínguez          | 508                        | Romanen fins al final de la sèrie |
| María Gracia          | Bellita del Campo       | 495                        | Romanen fins al final de la sèrie |
| Abril Montilla        | Alodia                  | 267                        | Romanen fins al final de la sèrie |
| Marco Cáceres         | Ignacio Quiroga         | 143                        | Romanen fins al final de la sèrie |
| Isabel Garrido        | Maruxiña Corrales       | 80                         | Romanen fins al final de la sèrie |
| Inma Sancho           | Inma Tordera            | 80                         | Romanen fins al final de la sèrie |
| Julio Peña            | Guillermo Sacristán     | 80                         | Romanen fins al final de la sèrie |
| Patxi Santamaría      | Marcelo Gaztañaga       | 80                         | Romanen fins al final de la sèrie |
| Amaia Lizarralde      | Hortensia Rubio         | 80                         | Romanen fins al final de la sèrie |
| Judith Fernández      | Azucena Quiñonero       | 80                         | Romanen fins al final de la sèrie |
| Noelia Marló          | Luzdivina Suárez        | 75                         | Romanen fins al final de la sèrie |
| Leonor Martín         | Dori Navarro            | 68                         | Romanen fins al final de la sèrie |
| Alejandro Sigüenza    | Fidel Soria             | 56                         | Romanen fins al final de la sèrie |
| Octavi Pujades        | Pascual Sacristán       | 60                         | Romanen fins al final de la sèrie |
| Lydia Pavón           | Gabriela Salmerón       | 11                         | Romanen fins al final de la sèrie |
| Andrea López          | Carlota de la Serna     | 64                         | Moren en la sèrie                 |
| Sara Herranz          | Rita Carrasco           | 130                        | Moren en la sèrie                 |
| Jaime Olías           | Claudio Castaño         | 127                        | Abandona la sèrie.                |
| Iago García           | Justo Núñez             | 206                        | Moren en la sèrie                 |
| Sheyla Fariña         | Manuela Manzano         | 220                        | Moren en la sèrie                 |
| Roger Berruezo        | Germán de la Serna      | 220                        | Moren en la sèrie                 |
| Mariano Llorente      | Maximiliano Hidalgo     | 270                        | Moren en la sèrie                 |
| Óscar Ortuño          | Tano Álvarez-Hermoso    | 202                        | Abandona la sèrie.                |
| Mónica Portillo       | Humildad Varela         | 140                        | Moren en la sèrie                 |
| Arantxa Aranguren     | Guadalupe Serra         | 400                        | Moren en la sèrie                 |
| Aurora Sánchez        | Paciencia Infante       | 420                        | Moren en la sèrie                 |
| Ander Azurmendi       | Fernando Mondragón      | 121                        | Abandonen la sèrie.               |
| María Tasende         | Juliana Lorza           | 405                        | Abandonen la sèrie.               |
| Raúl Cano             | Leandro Séler           | 405                        | Abandonen la sèrie.               |
| Sara Miquel           | Cayetana Sotelo-Ruz     | 576                        | Moren en la sèrie.                |
| Alejandra Meco        | Teresa Sierra           | 346                        | Moren en la sèrie.                |
| Carlos Serrano-Clark  | Pablo Blasco            | 586                        | Moren en la sèrie.                |
| Marian Arahuetes      | Adela                   | 163                        | Moren en la sèrie.                |
| Jordi Coll            | Simón Gayarre           | 272                        | Abandonen la sèrie.               |
| Laura Rozalén         | Elvira Valverde         | 180                        | Abandonen la sèrie.               |
| Javi Chou             | Martín Enraje           | 487                        | Moren en la sèrie.                |
| Carlos Olalla         | Jaime Alday             | 175                        | Moren en la sèrie.                |
| Sandra Blázquez       | Huertas López           | 145                        | Abandona la sèrie.                |
| Manuel Regueiro       | Arturo Valverde         | 416                        | Mor en la sèrie.                  |
| Elena González        | Blanca Dicenta          | 254                        | Abandonen la sèrie.               |
| Rubén de Eguía        | Diego Alday             | 237                        | Abandonen la sèrie.               |
| Elia Galera           | Silvia Reyes            | 141                        | Abandonen la sèrie.               |
| Adrián Castiñeiras    | Íñigo Cervera "El Peña" | 144                        | Abandonen la sèrie.               |
| Miguel Diosdado       | Víctor Ferrero          | 692                        | Abandonen la sèrie.               |
| Cristina Abad         | María Luisa Palacios    | 692                        | Abandonen la sèrie.               |
| Anita del Rey         | Trini Crespo            | 921                        | Mor en la sèrie.                  |
| Alba Brunet           | Leonor Hidalgo          | 877                        | Abandonen la sèrie.               |
| Xoan Fórneas          | Íñigo Barbosa           | 274                        | Abandonen la sèrie.               |
| Alejandra Lorenzo     | Flora Barbosa           | 274                        | Abandonen la sèrie.               |
| Inés Aldea            | Celia Verdejo           | 960                        | Moren en la sèrie.                |
| Paco Mora             | Eduardo Torralba        | 34                         | Moren en la sèrie.                |
| Juan Gareda           | Samuel Alday            | 440                        | Moren en la sèrie.                |
| Alba Gutiérrez        | Lucía Alvarado          | 219                        | Moren en la sèrie.                |
| Dani Tatay            | Telmo Martínez          | 178                        | Abandonen la sèrie.               |
| Adrián Hernández      | Mateo Torralba          | 40                         | Abandonen la sèrie.               |
| Eleazar Ortiz         | Alfredo Bryce           | 60                         | Mor en la sèrie.                  |
| Gonzalo Trujillo      | Mauro San Emeterio      | 391                        | Abandona la sèrie.                |
| Montse Alcoverro      | Úrsula Dicenta          | 1010                       | Moren en la sèrie.                |
| Trisha Fernández      | Marcia Sampaio          | 182                        | Moren en la sèrie.                |
| Pilar Barrera         | Agustina López          | 532                        | Abandonen la sèrie.               |
| Adrián Reyes          | Julio Expósito          | 61                         | Abandonen la sèrie.               |
| Cisco Lara            | Ildefonso Cortés        | 94                         | Moren en la sèrie.                |
| Alejandro Carro       | Javier Velasco          | 80                         | Moren en la sèrie.                |
| Cristina Platas       | Marcelina               | 378                        | Abandonen la sèrie.               |
| Ylenia Baglietto      | Maite Zaldúa            | 107                        | Abandonen la sèrie.               |
| Aria Bedmar           | Camino Pasamar          | 323                        | Abandonen la sèrie.               |
| Susana Soleto         | Felicia Fonseca         | 341                        | Mor en la sèrie.                  |
| Agnès Llobet          | Laura Alonso            | 80                         | Abandonen la sèrie.               |
| Aleix Melé            | Israel Becerra          | 113                        | Abandonen la sèrie.               |
| Gurutze Beitia        | Arantxa Torrealday      | 230                        | Abandonen la sèrie.               |
| Cesár Vea             | Cesáreo Villar          | 545                        | Abandonen la sèrie.               |
| Antonio Lozano        | Armando Caballero       | 105                        | Abandonen la sèrie.               |
| Amparo Fernández      | Susana Ruiz             | 1288                       | Abandonen la sèrie.               |
| Carla Campra          | Daniela Stabile         | 44                         | Abandonen la sèrie.               |
| Mikel Larrañaga       | Roberto Omedo           | 110                        | Abandonen la sèrie.               |
| Ana Goya              | Sabina Muñiz            | 124                        | Abandonen la sèrie.               |
| Pablo Carro           | Miguel Olmedo           | 123                        | Abandonen la sèrie.               |
| David García-Intriago | Adolfo Méndez           | 886                        | Abandonen la sèrie.               |
| Marcial Álvarez       | Marcos Bacigalupe       | 182                        | Mor en la sèrie.                  |
| José Pastor           | Emilio Pasamar          | 270                        | Abandonen la sèrie.               |
| Aroa Rodríguez        | Cinta Domínguez         | 265                        | Abandonen la sèrie.               |
| Silvia Marty          | Soledad López           | 154                        | Abandonen la sèrie.               |
| Roser Tapias          | Valeria Cárdenas        | 70                         | Abandonen la sèrie.               |
| Aleix Rengel Meca     | David Expósito          | 70                         | Abandonen la sèrie.               |
| Olga Haenke           | Anabel Bacigalupe       | 170                        | Moren en la sèrie                 |
| Ástrid Janer          | Natalia Quesada         | 118                        | Moren en la sèrie                 |
| María Blanco          | Carmen Asensio          | 851                        | Moren en la sèrie                 |
| Álvaro Quintana       | Antoñito Palacios       | 857                        | Moren en la sèrie                 |
| Carlos de Austria     | Aurelio Quesada         | 184                        | Moren en la sèrie                 |
| Clara Garrido         | Genoveva Salmerón       | 522                        | Moren en la sèrie                 |

## Repartiment

### Repartiment principal (7a. temporada)
- Marc Parejo – En Felipe Álvarez-Hermoso (Episodi 1 - Episodi 581; Episodi 632 - Episodi 1326; Episodi 1349 - Episodi 1483)
- Juanma Navas – En Ramón Palacios Jarabo (Episodi 1 - Episodi 761; Episodi 781 - Episodi 1483)
- Sandra Marchena – Na Rosa María "Rosina" Rubio de Méndez, vda. de Hidalgo (Episodi 1 - Episodi 1483)
- Marita Zafra – Casilda Escolano Ibáñez, vda. de Enraje (Episodi 1 - Episodi 1483)
- Inma Pérez-Quirós – Na Fabiana Aguado de Gallo (Episodi 1 - Episodi 1483)
- David V. Muro – En Servando Gallo (Episodi 1 - Episodi 1483)
- Rebeca Alemañy – Na María Dolores "Lolita" Casado, vda. de Palacios (Episodi 135 - Episodi 1483)
- Jorge Pobes – En Liberto Méndez Aspe (Episodi 322 - Episodi 1483)
- Jona García – Jacinto Retuerto (Episodi 617 - Episodi 667; Episodi 693 - Episodi 706; Episodi 742 - Episodi 785; Episodi 924 - Episodi 1483)
- María Gracia – Na María Bella "Bellita" del Campo de Domínguez (Episodi 961 - Episodi 1286; Episodi 1315 - Episodi 1483)
- Manuel Bandera – En José Miguel Domínguez Chinarro (Episodi 961 - Episodi 1286; Episodi 1302 - Episodi 1483)
- Abril Montilla – N'Alodia de Quiroga (Episodi 1201 - Episodi 1286; Episodi 1303 - Episodi 1483)
- Marco Cáceres – N' gnacio Quiroga del Campo (Episodi 1341 - Episodi 1481)
- Roser Tapias – Na Valeria Cárdenas de Lluch (Episodi 1403 - Episodi 1473)
- Aleix Rengel Meca – EnDavid Expósito (Episodi 1403 - Episodi 1473)
- Isabel Garrido – Maruxa “Maruxiña” Corrales (Episodi 1403 - Episodi 1483)
- Inma Sancho – Na Inmaculada “Inma” Tordera, vda. de Sacristán (Episodi 1404 - Episodi 1483)
- Julio Peña – Guillermo Sacristán (Episodi 1404 - Episodi 1483)
- Patxi Santamaría – EnMarcelo Gaztañaga (Episodi 1404 - Episodi 1483)
- Amaia Lizarralde – N'Hortensia Rubio, vda. de Quiñonero (Episodi 1405 - Episodi 1483)
- Judith Fernández – Senyoreta Azucena Quiñonero Rubio (Episodi 1405 - Episodi 1483)
- Noelia Marló – Luzdivina Suárez Rebollo (Episodi 1409 - Episodi 1483)
- Leonor Martín – Adoración "Dori" Navarro Bellido (Episodi 1416 - Episodi 1483)[7]
- Alejandro Sigüenza – Don Fidel Soria (Episodi 1418 - Episodi 1483)
- Octavi Pujades – Don Pascual Sacristán Tordera (Episodi 1424 - Episodi 1483)

### Repartiment secundari
- Lydia Pavón - Gabriela Salmerón (Episodi 1473-1483)

## Èxit internacional
En juny de 2015, Mediaset guanya els drets de la sèrie per a ser emesa a Itàlia sota el títol d'Una Vita: la seva estrena a Canale 5 fou un èxit amb un 20,83 per cent de quota de pantalla.
En maig de 2018 surt Eugénie Nights, una sèrie d'Orient Mitjà basada en Acacias 38. La seva primera temporada va constar de 30 capítols. Temps després, aquesta producció fou adquirida per la plataforma digital Netflix. Només està disponible en certs territoris entre els quals no hi ha Espanya.
En juny de 2018, el canal argentí Más Chic, comença a emetre la sèrie original d'Acacias. No obstant això, la seva primera temporada és de només 60 capítols de la primera temporada a Espanya, pel que van dividint les temporades espanyoles en etapes.
El 15 d'abril de 2019, s'estrena la sèrie a Xile pel canal de televisió xilè Canal 13. Té un doblatge xilè i un espanyol neutre.
La sèrie fins a la seva finalització també fou emesa per TVE Internacional, que emet la programació de TVE per tots els continents.

## Incendi
La matinada de l'11 de març de 2017 u dels platós de la sèrie va sufrir un incendi que va destrossar tot el decorat.
Tres setmanes després de l'incendi l'equip de producció de la sèrie afirmà que el decorat afectat havia sigut reconstruït en temps rècord i estaria disponible en un període curt.